# The Other Side of the Road
The Other Side of the Road ist das sechste Studioalbum der englischen Pop- und Softrockband Smokie. Es wurde im November 1979 bei RAK Records und EMI Electrola veröffentlicht und als erstes Album von der Band selbst produziert.

## Hintergrund
Im Gegensatz zu den bisherigen Alben wurde The Other Side of the Road als erstes Album von der Band selbst und nicht von Nicky Chinn und Mike Chapman produziert. Veröffentlicht wurde es erstmals als LP und Musikkassette im November 1979. Eine CD-Version ist seit etwa 2000 verfügbar.
Es enthält mit Do to Me, Babe It’s Up to You und San Francisco Bay drei Songs, die auch als Singles veröffentlicht wurden und sich in den Charts platzieren konnten. Zum ersten Mal waren auf dem Album keine Songs von Nicky Chinn und Mike Chapman vorhanden und mit Ausnahme von Babe It’s Up To You von Gloria Macari und Roger Ferris wurden alle Lieder von Mitgliedern der Band selbst geschrieben: acht Titel stammen von dem Sänger Chris Norman und dem Schlagzeuger Pete Spencer und vier von Alan Silson und Terry Uttley.

## Titelliste
Das Album besteht aus 13 Titeln. Dabei befanden sich bei der ursprünglichen LP-Version von 1979 sechs Titel auf der A-Seite und sieben Titel auf der B-Seite:
1. A1: The Other Side Of The Road (C. Norman, P. Spencer) – 3:51
2. A2: Do To Me (C. Norman, P. Spencer) – 3:18
3. A3: Belinda (A. Silson, T. Uttley) – 2:57
4. A4: Big Fat Momma (C. Norman, P. Spencer) – 2:47
5. A5: Don’t Take Your Love Away This Time (C. Norman, P. Spencer) – 3:12
6. A6: London Is Burning (C. Norman, P. Spencer) – 5:10
7. B1: Babe It’s Up To You (G. Macari, R. Ferris) – 3:43
8. B2: You Don’t Care (A. Silson, T. Uttley) – 3:17
9. B3: All Alone (C. Norman, P. Spencer) – 3:55
10. B4: I Can’t Stop Loving You (A. Silson, T. Uttley) – 3:34
11. B5: Too Many Pennies In Hell (C. Norman, P. Spencer) – 1:17
12. B6: Samantha Elizabeth (A. Silson, T. Uttley) – 4:00
13. B7: San Francisco Bay (C. Norman, P. Spencer) – 3:15

## Charts und Chartplatzierungen
Es war das sechste Album von Smokie, das in die deutschen Albumcharts einstieg, stieg jedoch anders als die Vorgänger nicht bis in die Top 10 der Charts. Es war zudem das vierte Album der Band in den österreichischen Albumcharts und den dortigen Top 10. In ihrem Heimatland Großbritannien konnte sich das Album nicht in den Charts platzieren. In die deutschen Albumcharts kam es erstmals am 3. Dezember 1979 und stieg bis auf Platz 17. Insgesamt war es 23 Wochen in der Hitparade, seine letzte Platzierung hatte es am 26. Mai 1980. In Österreich wurde das Album am 15. Dezember 1979 zum ersten Mal in den Albumcharts verzeichnet und es stieg bis auf Platz 7. Insgesamt war es zwei Monate in der Hitparade, davon einen halben Monat in den Top 10.
Auch in weiteren Ländern erreichte das Album die Charts. So konnte es sich in Schweden auf Platz 26 und in Norwegen auf Platz 7 platzieren.
| ChartsChartplatzierungen | Höchstplatzierung | Wochen |
| ------------------------ | ----------------- | ------ |
| Deutschland (GfK)        | 17 (23 Wo.)       | 23     |
| Österreich (Ö3)          | 7 (8 Wo.)         | 8      |

Obwohl in den folgenden Jahren noch weitere Alben von Smokie erschienen, war The Other Side of the Road das letzte international erfolgreiche Album vor ihrer ersten Trennung im Jahr 1982 und der späteren Trennung von Chris Norman von der Band 1986.

## Belege
1. 1 2 3  Smokie – The Other Side of the Road bei Discogs; abgerufen am 28. Juni 2021.
2. 1 2 3 4  Smokie – The Other Side of the Road. In: austriancharts.at. Abgerufen am 28. Juni 2021.
3. ↑  Smokey – The Other Side of the Road (CD) bei Discogs; abgerufen am 28. Juni 2021.
4. ↑  
Smokie. In: officialcharts.com. Abgerufen am 28. Juni 2021.
5. 1 2  
Smokie – The Other Side of the Road. In: offiziellecharts.de. Abgerufen am 28. Juni 2021.
6. 1 2 3 4  Smokie – The Other Side of the Road. chartsurfer.de, abgerufen am 28. Juni 2021.